# 天恩彌勒佛院

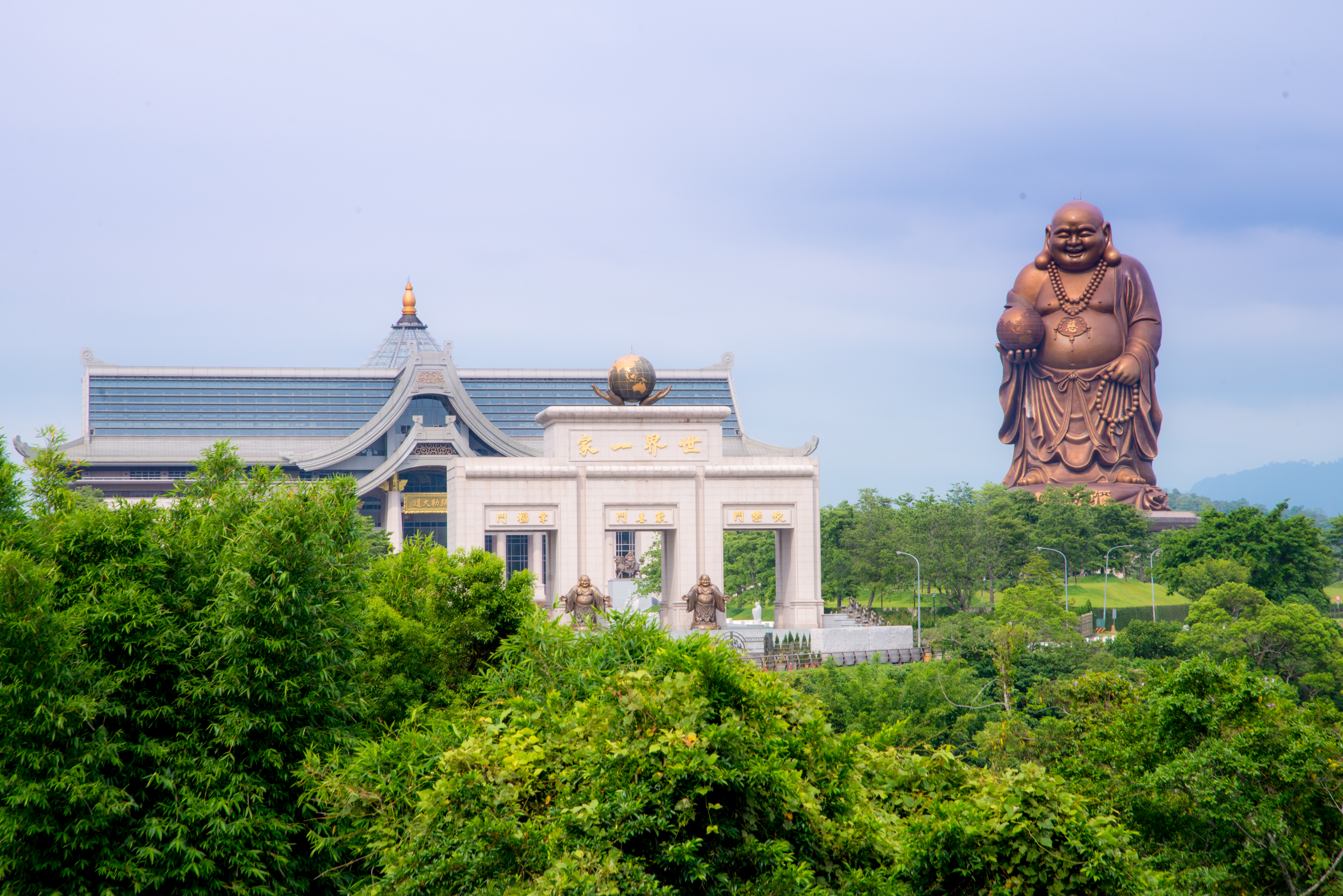
天恩彌勒佛院大殿與彌勒大佛

天恩彌勒佛院，又稱大自然文化世界，位於臺灣新竹縣峨眉鄉湖光村峨眉湖（大埔水庫）湖畔，為新興宗教彌勒大道的總院，除大殿與彌勒殿外，立有一座淨高56.7公尺、總高72公尺的彌勒佛青銅像。

## 沿革

### 購地

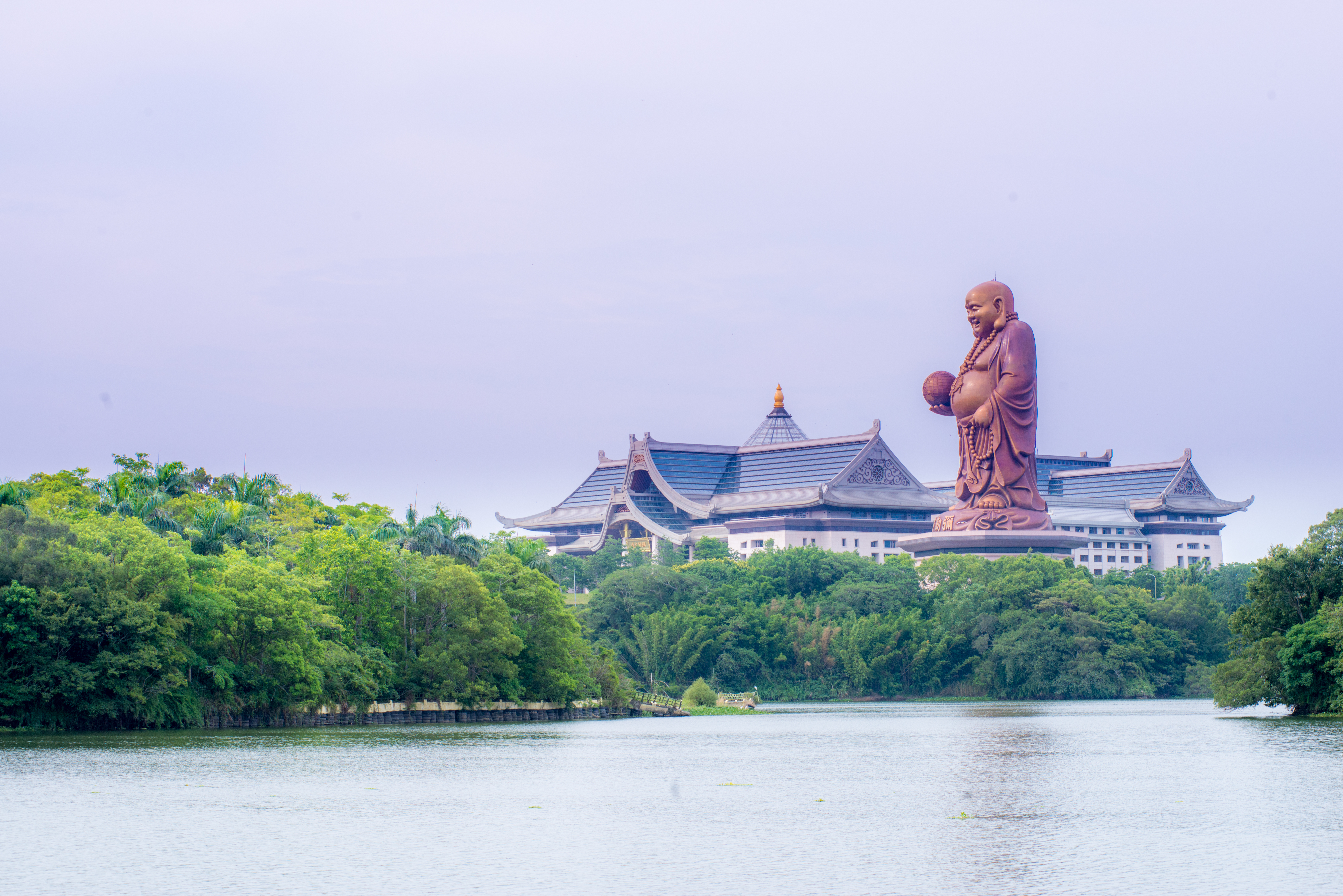
峨眉湖畔的大殿與彌勒大佛

1989年，彌勒大道於峨眉湖畔購買建廟用地，為11.8726公頃的赤柯坪段十五寮小段28-1地號等8筆土地，地址為湖光村快樂路1號，靠近臺3線。1994年7月1日，中華民國內政部區域計畫委員會專案小組否決包括峨眉科技工業區、統一高爾夫球場、梅竹坡地社區和天恩彌勒佛院在大埔水庫集水區內的開發案，否決理由是會導入大量居住人口，增加汙染和公共設施，加重水庫淤積問題。

### 興建

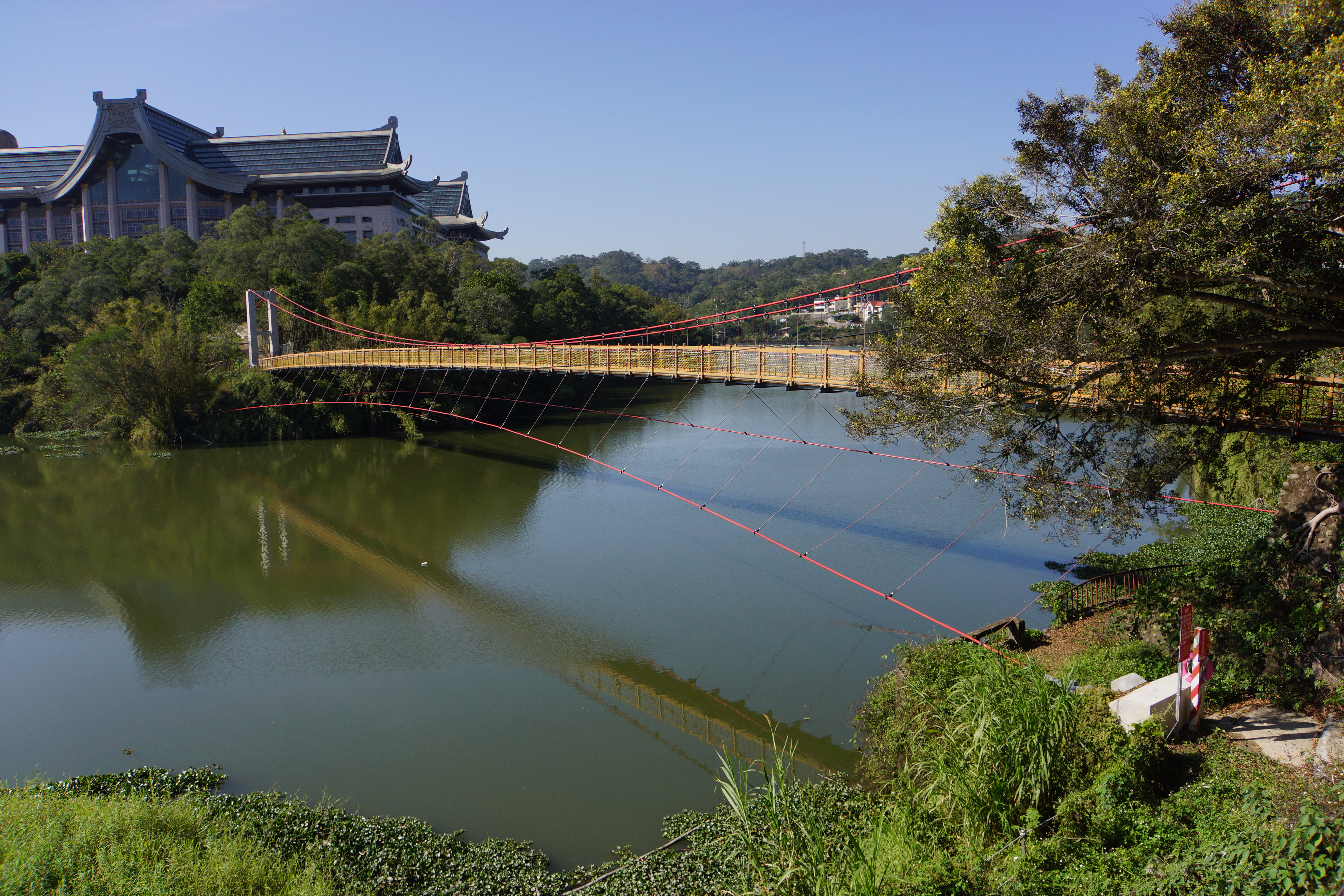
跨越峨眉溪、通往天恩彌勒佛院的吊橋。

2001年，彌勒大道的世界總院從新竹市遷到此地。聖光雕塑公司在此承建一座總高度72公尺的彌勒佛巨像，工程委託達欣工程營造，中國鋼鐵負責鋼骨，於2002年10月動工。2004年1月6日，舉行彌勒佛巨像基座新建工程上梁典禮，除彌勒大道會員外，亦有立法委員陳進興、新竹縣議員黃洸洲、峨眉鄉鄉長溫振隆與鄉民代表等多人參加。2006年6月20日彌勒佛巨像竣工時，聖光雕塑董事長莊隧附表示，該銅像共使用1500噸鋼構及600噸青銅，淨高57.6公尺，頭部就有4層樓高，佛手上所捧地球也有3層樓高，其88顆佛珠每顆直徑88公分，破亞洲紀錄，後媒體報導為全世界最高的彌勒佛青銅像。

### 開幕
2010年5月25日，新竹縣政府民政處核定興辦事業計畫。次年3月6日，歷經11年建造的大殿舉行第1期工程開光揭幕典禮。該大殿建地2公頃，寬120公尺、深165公尺、挑高54公尺。中華民國總統府資政陳烱松、行政院祕書長林中森、內政部次長簡太郎、臺灣省政府主席林政則、新竹市市長許明財、新竹縣縣長邱鏡淳、前新竹縣縣長林光華、前新竹縣縣長鄭永金、前新竹縣縣長范振宗都到場見證開光揭幕，開發計畫也在該年5月31日核定開發許可。同年8月19日，山門揭幕，中華民國總統馬英九、行政院院長吳敦義參加揭幕典禮。園區名為「天恩彌勒佛院文教園區」，又稱「大自然文化世界」。

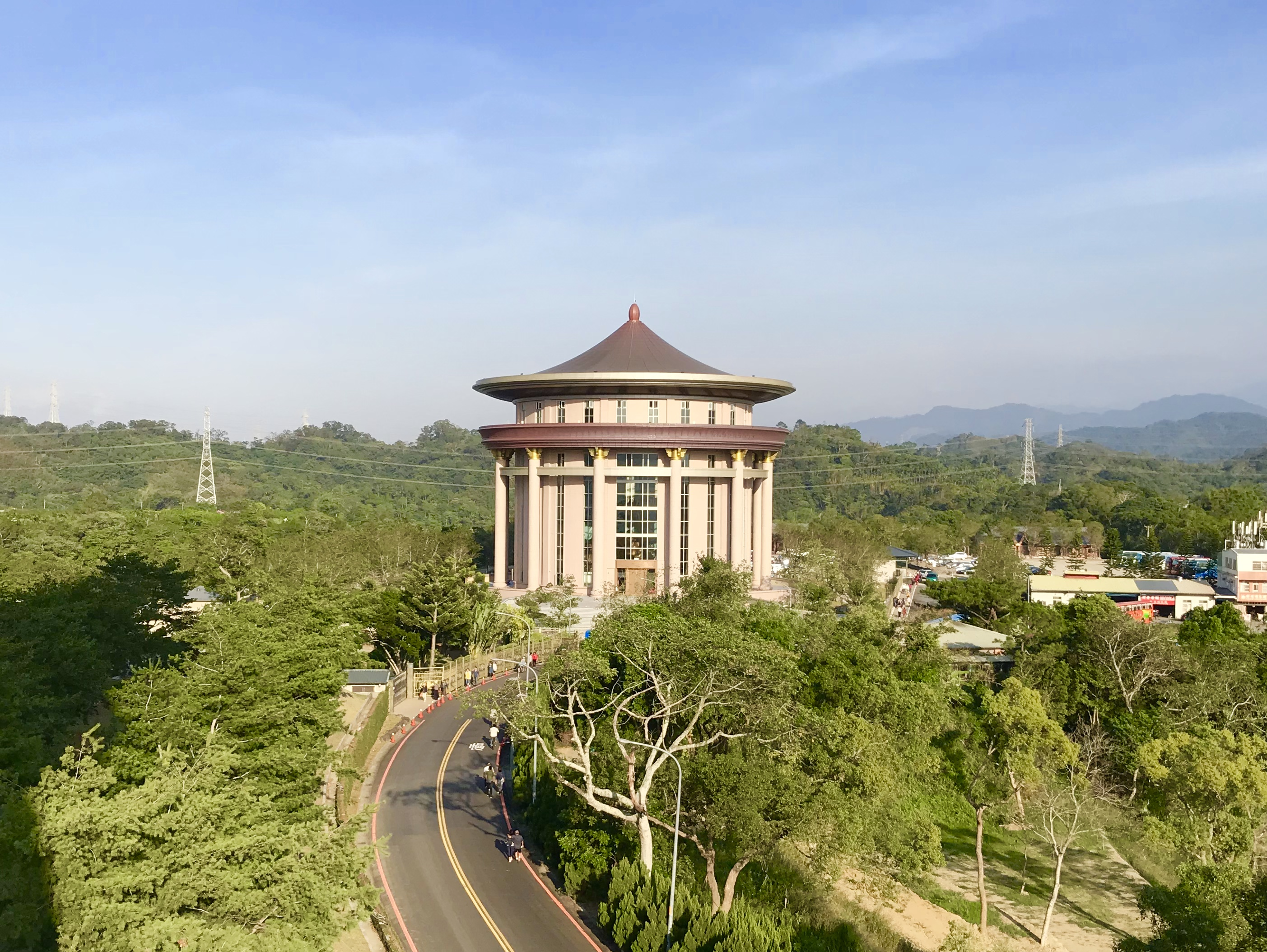
彌勒殿

2017年6月25日舉辦彌勒殿落成開幕儀式。該殿高30公尺，供奉幸福彌勒、空靈觀音、莊嚴關聖，儀式參與官員有新竹縣縣長邱鏡淳、新竹縣副縣長楊文科、參山國家風景區管理處處長吳主治、峨眉鄉鄉長江寧增等。

## 外部連結
- 官方网站
- 天恩彌勒佛院的Facebook專頁
- 內政部臺灣宗教百景網站中對天恩彌勒佛院的介紹（页面存档备份，存于）